# Vidovići (Cres)
Vidovići is een plaats in de gemeente Cres in de Kroatische provincie Primorje-Gorski Kotar. De plaats telt 12 inwoners (2001).